# Loving the Alien (1983–1988)
| Совокупная оценка    | Совокупная оценка |
| Источник             | Оценка            |
| -------------------- | ----------------- |
| Metacritic           | 78/100            |
| Оценки критиков      |                   |
| Источник             | Оценка            |
| AllMusic             | [ 2 ]             |
| The Austin Chronicle | [ 3 ]             |
| Pitchfork            | 7.1/10            |
| PopMatters           | 8/10              |
| Record Collector     | [ 6 ]             |
| Under The Radar      | 7.5/10            |

Loving the Alien (1983–1988) (с англ. — «Любовь к пришельцу») — бокс-сет британского рок-музыканта Дэвида Боуи, выпущенный в сентябре 2018 года на лейбле Parlophone. Бокс-сет содержит альбомы Боуи выпущенные с 1983 по 1988 год, его самый коммерчески успешный период, скомпонованные на одиннадцати компакт-дисках или пятнадцати грампластинках, в зависимости от формата издания. Эксклюзивами бокс-сета являются пересведённая версия альбома Never Let Me Down, альтернативная версия альбома Dance (которая должна быть выпущена в другом бокс-сете), а также концертные альбомы с материалом из гастрольных туров Serious Moonlight Tour (1983)  и Glass Spider Tour (1987 годов) (однако, их потом выпустили отдельно). Альбом Serious Moonlight был первым официальным аудиорелизом выпущенным на основе одноимённых гастролей, его материал позаимствовали из одноимённого фильма (за исключением песни «Modern Love», записанной в Монреале и первоначально выпущенного в качестве би-сайда к одноимённому синглу), в то время как альбом Glass Spider ранее выпускался лишь в связке с DVD-релизом одноимённого концерта (2007).
Также бокс-сет включает ремастированные версии альбомов Let’s Dance (1983), Tonight (1984) и Never Let Me Down (1987), а также сборник Re:Call 4, содержащий внеальбомные песни, синглы, би-сайды и материал из саундтреков Labyrinth, Absolute Beginners и When the Wind Blows. К бокс-сету прилагается эксклюзивная книга с фотографиями Дениса О’Регана, Грега Гормана, Херба Ритца и других, связанными с Боуи в тот период людьми, рецензии прессы, а также воспоминания продюсеров/звукоинженеров Нила Роджерса, Хью Пэдхама, Марио Макналти и Джастина Ширли-Смита.
Сборник ремиксов Dance изначально планировалось в 1985 году, причём концепция альбома сильно отличалась от версии, представленной в этом бокс-сете. Семь треков той эпохи должны были быть спродюсированы и сведены Полом Сабу и Расти Гарнером. Позже от этой идеи отказались, однако фотография для обложки уже была снята, и некоторые её копии начали распространяться за пределами лейбла, прежде чем вся их партия была уничтожена. Версия Dance, включённая в бокс-сет, представляет собой сборник оригинальных ремиксов той эпохи, без большей части даб-миксов. В качества бонуса для альбома была выбрана та же обложка, которая была изготовлена для его оригинальной версии 1985 года.
О следующем бокс-сете Brilliant Adventure (1992–2001), было объявлено в сентябре 2021 года, релиз состоялся той же осенью. Анонс сборника был сделан после того, как Warner Music Group приобрела права на материал Боуи, выпущенный на лейбле Columbia Records в период с 2002 по 2017 годы.

## Список композиций

### Let’s Dance(ремастированная версия 2018 года)
Слова и музыка всех песен — написаны Дэвидом Боуи, за исключением отмеченных.
| №                   | Название            | Автор(ы)            | Длительность |
| ------------------- | ------------------- | ------------------- | ------------ |
| 1.                  | «Modern Love»       |                     | 4:48         |
| 2.                  | «China Girl»        | Боуи, Игги Поп      | 5:33         |
| 3.                  | «Let’s Dance»       |                     | 7:47         |
| 4.                  | «Without You»       |                     | 3:09         |
| Общая длительность: | Общая длительность: | Общая длительность: | 21:17        |

| №                   | Название                        | Автор(ы)                               | Длительность  |
| ------------------- | ------------------------------- | -------------------------------------- | ------------- |
| 5.                  | «Ricochet»                      |                                        | 5:13          |
| 6.                  | «Criminal World»                | Питер Годвин, Данкан Браун, Шон Лайонс | 4:15          |
| 7.                  | «Cat People (Putting Out Fire)» | Боуи, Джорджо Мородер                  | 5:09          |
| 8.                  | «Shake It»                      |                                        | 3:52          |
| Общая длительность: | Общая длительность:             | Общая длительность:                    | 18:39 (39:56) |

### Serious Moonlight (Live ’83)
| №                   | Название             | Автор(ы)            | Длительность |
| ------------------- | -------------------- | ------------------- | ------------ |
| 1.                  | «Look Back in Anger» | Боуи, Брайан Ино    | 3:07         |
| 2.                  | «„Heroes“»           | Боуи, Ино           | 5:09         |
| 3.                  | «What in the World»  |                     | 3:44         |
| 4.                  | «Golden Years»       |                     | 3:31         |
| 5.                  | «Fashion»            |                     | 2:43         |
| 6.                  | «Let’s Dance»        |                     | 4:34         |
| Общая длительность: | Общая длительность:  | Общая длительность: | 22:48        |

| №                   | Название                            | Автор(ы)                                        | Длительность |
| ------------------- | ----------------------------------- | ----------------------------------------------- | ------------ |
| 7.                  | «Breaking Glass»                    | Боуи, Джордж Мюррей, Деннис Дэвис               | 3:00         |
| 8.                  | «Life on Mars?»                     |                                                 | 4:07         |
| 9.                  | «Sorrow»                            | Боб Фельдман, Джерри Голдштейн, Ричард Готтерер | 2:49         |
| 10.                 | «Cat People (Putting Out Fire)»     | Боуи, Мородер                                   | 4:20         |
| 11.                 | «China Girl»                        | Боуи, Поп                                       | 5:27         |
| 12.                 | «Scary Monsters (And Super Creeps)» |                                                 | 3:42         |
| 13.                 | «Rebel Rebel»                       |                                                 | 2:24         |
| Общая длительность: | Общая длительность:                 | Общая длительность:                             | 25:49        |

| №                   | Название                 | Автор(ы)            | Длительность |
| ------------------- | ------------------------ | ------------------- | ------------ |
| 14.                 | «White Light/White Heat» | Лу Рид              | 5:36         |
| 15.                 | «Station to Station»     |                     | 8:58         |
| 16.                 | «Cracked Actor»          |                     | 3:58         |
| 17.                 | «Ashes to Ashes»         |                     | 3:51         |
| Общая длительность: | Общая длительность:      | Общая длительность: | 22:23        |

| №                   | Название                                  | Автор(ы)                         | Длительность  |
| ------------------- | ----------------------------------------- | -------------------------------- | ------------- |
| 18.                 | «Space Oddity» (с объявлением музыкантов) |                                  | 6:32          |
| 19.                 | «Young Americans»                         |                                  | 5:25          |
| 20.                 | «Fame»                                    | Боуи, Карлос Аломар, Джон Леннон | 5:36          |
| 21.                 | «Modern Love»                             |                                  | 3:54          |
| Общая длительность: | Общая длительность:                       | Общая длительность:              | 21:27 (92:27) |

### Tonight(ремастированная версия 2018 года)
| №                   | Название            | Автор(ы)                 | Длительность |
| ------------------- | ------------------- | ------------------------ | ------------ |
| 1.                  | «Loving the Alien»  |                          | 7:12         |
| 2.                  | «Don’t Look Down»   | Поп, Джеймс Уильямсон    | 4:11         |
| 3.                  | «God Only Knows»    | Брайан Уилсон, Тони Эшер | 3:09         |
| 4.                  | «Tonight»           | Боуи, Поп                | 3:45         |
| Общая длительность: | Общая длительность: | Общая длительность:      | 18:17        |

| №                   | Название                    | Автор(ы)                                 | Длительность  |
| ------------------- | --------------------------- | ---------------------------------------- | ------------- |
| 5.                  | «Neighborhood Threat»       | Боуи, Поп, Рики Гардинер                 | 3:12          |
| 6.                  | «Blue Jean»                 |                                          | 3:11          |
| 7.                  | «Tumble and Twirl»          | Bowie, Pop                               | 4:58          |
| 8.                  | «I Keep Forgettin’»         | Джерри Либер, Майк Столлер, Джил Графилд | 2:35          |
| 9.                  | «Dancing with the Big Boys» | Боуи, Поп, Аломар                        | 3:34          |
| Общая длительность: | Общая длительность:         | Общая длительность:                      | 17:30 (35:47) |

### Never Let Me Down(ремастированная версия 2018 года)
| №                   | Название            | Автор(ы)            | Длительность |
| ------------------- | ------------------- | ------------------- | ------------ |
| 1.                  | «Day-In Day-Out»    |                     | 5:39         |
| 2.                  | «Time Will Crawl»   |                     | 4:20         |
| 3.                  | «Beat of Your Drum» |                     | 5:06         |
| 4.                  | «Never Let Me Down» | Боуи, Аломар        | 4:05         |
| 5.                  | «Zeroes»            |                     | 5:47         |
| Общая длительность: | Общая длительность: | Общая длительность: | 24:57        |

| №                   | Название                        | Автор(ы)            | Длительность  |
| ------------------- | ------------------------------- | ------------------- | ------------- |
| 6.                  | «Glass Spider»                  |                     | 5:34          |
| 7.                  | «Shining Star (Makin' My Love)» |                     | 5:06          |
| 8.                  | «New York's in Love»            |                     | 4:34          |
| 9.                  | «’87 and Cry»                   |                     | 4:21          |
| 10.                 | «Bang Bang»                     | Поп, Иван Крал      | 4:30          |
| Общая длительность: | Общая длительность:             | Общая длительность: | 24:14 (49:11) |

### Never Let Me Down(перемикшированная версия 2018 года)
| №                   | Название            | Длительность |
| ------------------- | ------------------- | ------------ |
| 1.                  | «Day-In Day-Out»    | 5:26         |
| 2.                  | «Time Will Crawl»   | 4:26         |
| 3.                  | «Beat of Your Drum» | 5:27         |
| Общая длительность: | Общая длительность: | 15:19        |

| №                   | Название            | Автор(ы)            | Длительность |
| ------------------- | ------------------- | ------------------- | ------------ |
| 4.                  | «Never Let Me Down» | Боуи, Аломар        | 4:26         |
| 5.                  | «Zeroes»            |                     | 5:06         |
| 6.                  | «Glass Spider»      |                     | 6:53         |
| Общая длительность: | Общая длительность: | Общая длительность: | 16:25        |

| №                   | Название                                                    | Автор(ы)            | Длительность  |
| ------------------- | ----------------------------------------------------------- | ------------------- | ------------- |
| 7.                  | «Shining Star (Makin’ My Love)» (при участии Лори Андерсон) |                     | 5:32          |
| 8.                  | «New York's in Love»                                        |                     | 4:33          |
| 9.                  | «’87 and Cry»                                               |                     | 4:25          |
| 10.                 | «Bang Bang»                                                 | Поп, Крал           | 4:42          |
| Общая длительность: | Общая длительность:                                         | Общая длительность: | 19:12 (50:56) |

### Glass Spider (Live Montreal ’87)
| №                   | Название                | Автор(ы)            | Длительность |
| ------------------- | ----------------------- | ------------------- | ------------ |
| 1.                  | «Up the Hill Backwards» |                     | 3:51         |
| 2.                  | «Glass Spider»          |                     | 5:55         |
| 3.                  | «Day-In Day-Out»        |                     | 4:34         |
| 4.                  | «Bang Bang»             | Поп, Крал           | 4:02         |
| Общая длительность: | Общая длительность:     | Общая длительность: | 18:22        |

| №                   | Название             | Автор(ы)            | Длительность |
| ------------------- | -------------------- | ------------------- | ------------ |
| 5.                  | «Absolute Beginners» |                     | 7:08         |
| 6.                  | «Loving the Alien»   |                     | 7:14         |
| 7.                  | «China Girl»         | Боуи, Поп           | 4:55         |
| 8.                  | «Rebel Rebel»        |                     | 3:30         |
| Общая длительность: | Общая длительность:  | Общая длительность: | 22:47        |

| №                   | Название                            | Автор(ы)            | Длительность |
| ------------------- | ----------------------------------- | ------------------- | ------------ |
| 9.                  | «Fashion»                           |                     | 5:04         |
| 10.                 | «Scary Monsters (And Super Creeps)» |                     | 4:52         |
| 11.                 | «All the Madmen»                    |                     | 6:39         |
| 12.                 | «Never Let Me Down»                 | Боуи, Аломар        | 3:56         |
| Общая длительность: | Общая длительность:                 | Общая длительность: | 20:36        |

| №                   | Название                                     | Автор(ы)            | Длительность |
| ------------------- | -------------------------------------------- | ------------------- | ------------ |
| 13.                 | «Big Brother»                                |                     | 4:47         |
| 14.                 | «’87 and Cry»                                |                     | 4:07         |
| 15.                 | «„Heroes“»                                   | Боуи, Ино           | 5:10         |
| 16.                 | «Sons of the Silent Age»                     |                     | 3:10         |
| 17.                 | «Time Will Crawl» (с объявлением музыкантов) |                     | 5:23         |
| Общая длительность: | Общая длительность:                          | Общая длительность: | 22:37        |

| №                   | Название            | Длительность |
| ------------------- | ------------------- | ------------ |
| 18.                 | «Young Americans»   | 5:06         |
| 19.                 | «Beat of Your Drum» | 4:37         |
| 20.                 | «The Jean Genie»    | 5:23         |
| 21.                 | «Let's Dance»       | 5:01         |
| Общая длительность: | Общая длительность: | 20:07        |

| №                   | Название            | Автор(ы)             | Длительность   |
| ------------------- | ------------------- | -------------------- | -------------- |
| 22.                 | «Fame»              | Боуи, Аломар, Леннон | 7:05           |
| 23.                 | «Time»              |                      | 5:11           |
| 24.                 | «Blue Jean»         |                      | 3:26           |
| 25.                 | «Modern Love»       |                      | 4:53           |
| Общая длительность: | Общая длительность: | Общая длительность:  | 20:35 (125:04) |

### Dance
| №                   | Название                                                      | Автор(ы)            | Длительность |
| ------------------- | ------------------------------------------------------------- | ------------------- | ------------ |
| 1.                  | «Shake It» (ремикс, он же — длинная версия)                   |                     | 5:21         |
| 2.                  | «Blue Jean» (расширенная танцевальная версия)                 |                     | 5:20         |
| 3.                  | «Dancing with the Big Boys» (расширенная танцевальная версия) | Боуи, Поп, Аломар   | 7:31         |
| Общая длительность: | Общая длительность:                                           | Общая длительность: | 18:12        |

| №                   | Название                                            | Автор(ы)            | Длительность |
| ------------------- | --------------------------------------------------- | ------------------- | ------------ |
| 4.                  | «Tonight» (вокальный танцевальный микс)             | Боуи, Ино           | 4:31         |
| 5.                  | «Don't Look Down» (расширенная танцевальная версия) | Поп, Уильямсон      | 4:55         |
| 6.                  | «Loving the Alien» (расширенная дабовая версия)     |                     | 7:15         |
| Общая длительность: | Общая длительность:                                 | Общая длительность: | 17:17        |

| №                   | Название                                             | Автор(ы)            | Длительность |
| ------------------- | ---------------------------------------------------- | ------------------- | ------------ |
| 7.                  | «Tumble and Twirl» (расширенная танцевальная версия) | Боуи, Поп           | 5:05         |
| 8.                  | «Underground» (расширенная танцевальная версия)      |                     | 7:54         |
| 9.                  | «Day-In Day-Out» (Groucho Mix)                       |                     | 6:28         |
| Общая длительность: | Общая длительность:                                  | Общая длительность: | 19:27        |

| №                   | Название                                  | Автор(ы)            | Длительность  |
| ------------------- | ----------------------------------------- | ------------------- | ------------- |
| 10.                 | «Time Will Crawl» (Dance Crew Mix)        |                     | 5:34          |
| 11.                 | «Shining Star (Makin’ My Love)» (12” mix) |                     | 6:27          |
| 12.                 | «Never Let Me Down» (Dub/Acapella)        | Боуи, Аломар        | 6:02          |
| Общая длительность: | Общая длительность:                       | Общая длительность: | 18:03 (72:59) |

### Re:Call 4(ремастированные треки)
| №                   | Название                                                                                         | Автор(ы)                    | Длительность |
| ------------------- | ------------------------------------------------------------------------------------------------ | --------------------------- | ------------ |
| 1.                  | «Let’s Dance» (сингловая версия)                                                                 |                             | 4:09         |
| 2.                  | «China Girl» (сингловая версия)                                                                  | Боуи, Поп                   | 4:17         |
| 3.                  | «Modern Love» (сингловая версия)                                                                 |                             | 3:59         |
| 4.                  | «This Is Not America» (тема из фильма The Falcon and the Snowman) (Дэвид Боуи/Pat Metheny Group) | Боуи, Пат Метени, Лайл Мэйс | 3:51         |
| 5.                  | «Loving the Alien» (ремикшированная версия)                                                      |                             | 4:43         |
| Общая длительность: | Общая длительность:                                                                              | Общая длительность:         | 20:59        |

| №                   | Название                                                               | Автор(ы)                                              | Длительность |
| ------------------- | ---------------------------------------------------------------------- | ----------------------------------------------------- | ------------ |
| 6.                  | «Don’t Look Down» (ремикшированная версия)                             | Поп, Уильямсон                                        | 4:06         |
| 7.                  | «Dancing in the Street» (Clearmountain mix) (Дэвид Боуи и Мик Джаггер) | Марвин Гэй, Уильям «Микки» Стивенсон, Айви Джо Хантер | 3:11         |
| 8.                  | «Absolute Beginners» (from Absolute Beginners)                         |                                                       | 8:04         |
| 9.                  | «That’s Motivation» (из саундтрека к фильму Absolute Beginners)        |                                                       | 4:19         |
| 10.                 | «Volare» (из саундтрека к фильму Absolute Beginners)                   | Доменико Модуньо, Франко Мильяччи                     | 3:15         |
| Общая длительность: | Общая длительность:                                                    | Общая длительность:                                   | 22:55        |

| №                   | Название                                                    | Автор(ы)            | Длительность |
| ------------------- | ----------------------------------------------------------- | ------------------- | ------------ |
| 11.                 | «Labyrinth Opening Titles/Underground» (из фильма Лабиринт) | Тревор Джонс, Боуи  | 3:21         |
| 12.                 | «Magic Dance» (из фильма Лабиринт)                          |                     | 4:12         |
| 13.                 | «As The World Falls Down» (из фильма Лабиринт)              |                     | 4:50         |
| 14.                 | «Within You» (из фильма Лабиринт)                           |                     | 3:29         |
| 15.                 | «Underground» (из фильма Лабиринт)                          |                     | 5:57         |
| Общая длительность: | Общая длительность:                                         | Общая длительность: | 21:49        |

| №                   | Название                                                              | Автор(ы)             | Длительность |
| ------------------- | --------------------------------------------------------------------- | -------------------- | ------------ |
| 16.                 | «When the Wind Blows» (сингловая версия) (из фильма Когда дует ветер) | Боуи, Эрдал Кызылчай | 3:35         |
| 17.                 | «Day-In Day-Out» (сингловая версия)                                   |                      | 4:14         |
| 18.                 | «Julie»                                                               |                      | 3:34         |
| 19.                 | «Beat of Your Drum» (отредактированная версия с грампластинки)        |                      | 4:32         |
| 20.                 | «Glass Spider» (отредактированная версия с грампластинки)             |                      | 4:56         |
| Общая длительность: | Общая длительность:                                                   | Общая длительность:  | 20:51        |

| №                   | Название                                                                   | Автор(ы)            | Длительность |
| ------------------- | -------------------------------------------------------------------------- | ------------------- | ------------ |
| 21.                 | «Shining Star (Makin' My Love)» (отредактированная версия с грампластинки) |                     | 4:05         |
| 22.                 | «New York's in Love» (отредактированная версия с грампластинки)            |                     | 3:55         |
| 23.                 | «'87 and Cry» (отредактированная версия с грампластинки)                   |                     | 3:53         |
| 24.                 | «Bang Bang» (отредактированная версия с грампластинки)                     | Поп, Крал           | 4:03         |
| 25.                 | «Time Will Crawl» (сингловая версия)                                       |                     | 4:03         |
| Общая длительность: | Общая длительность:                                                        | Общая длительность: | 19:59        |

| №                   | Название                                                           | Автор(ы)            | Длительность   |
| ------------------- | ------------------------------------------------------------------ | ------------------- | -------------- |
| 26.                 | «Girls» (расщиренная версия)                                       | Боуи, Кызылчай      | 5:34           |
| 27.                 | «Never Let Me Down» (7” remix edit)                                | Боуи, Аломар        | 3:59           |
| 28.                 | «Bang Bang» (концертная версия — промо-микс)                       | Поп, Крал           | 4:07           |
| 29.                 | «Tonight» (концертная версия) (дуэт Тины Тёрнер и Дэвида Боуи)     | Боуи, Поп           | 4:19           |
| 30.                 | «Let's Dance» (концертная версия) (дуэт Тины Тёрнер и Дэвида Боуи) |                     | 3:25           |
| Общая длительность: | Общая длительность:                                                | Общая длительность: | 21:24 (127:57) |

## Чарты
| Чарт (2018)                       | Высшая позиция |
| --------------------------------- | -------------- |
| Австрия (Ö3 Austria)              | 48             |
| Бельгия/Фландрия (Ultratop)       | 21             |
| Бельгия/Валлония (Ultratop)       | 34             |
| Нидерланды (Album Top 100)        | 67             |
| Франция (SNEP)                    | 169            |
| Германия (Offizielle Top 100)     | 18             |
| Ирландия (IRMA)                   | 52             |
| Италия (Classifica album)         | 62             |
| Шотландия (Scottish Albums Chart) | 16             |
| Испания (PROMUSICAE)              | 81             |
| Швейцария (Schweizer Hitparade)   | 56             |
| Великобритания (UK Albums Chart)  | 19             |